# Медвежа (річка)
Медвежа, Медвежий (рос. Медвежья) — річка в Україні, в Уманському районі Черкаської області, права притока Ятрані (басейн Південного Бугу).

## Опис
Довжина річки приблизно 10 км. Формується з багатьох безіменних струмків та водойм.

## Розташування
Бере початок на північному сході від села Текуча. Тече переважно на північний схід через Коржову Слободу та Вільшану-Слобідку і на заході від Вільшанки впадає у річку Ятрань, праву притоку Синюхи.